# Dale Cooper
Posebni Agent FBI Dale Bartholomew Cooper (včakih Coop) je glavni lik televizijske nadaljevanke Twin Peaks. Lik je v nadaljevanki odigral Kyle MacLachlan.
Cooper pride v Twin Peaks preiskovat brutalni umor Laure Palmer. Že ob prihodu se zaljubi v mestece Twin Peaks. Njegova strast je pitje črne kave. Ob sebi ima vedno diktafon na katerega snema poročila za nikoli videno tajnico Diane.